# Distretto di Gadchiroli
Il distretto di Gadchiroli è un distretto del Maharashtra, in India, di 969 960 abitanti. È situato nella divisione di Nagpur e il suo capoluogo è Gadchiroli.
I centri abitati più popolosi del distretto sono il capoluogo Gadchiroli e le cittadine di Desaiganj e Ahiri.